# Miguel Peña Vargas
Miguel Peña Vargas, (Lebrija, 1939) conocido artísticamente por Miguel El Funi, es un cantaor y bailaor gitano flamenco.

## Biografía
Nació en Lebrija (Sevilla) en el año de 1939, heredando de su familia el arte y el duende del cante y el baile flamenco. Es de una familia gitana legendaria a la que pertenecen figuras como Bastian Bacán, Pedro Bacán, Fernanda y Bernarda de Utrera. 
En 1960, ganó el premio a la Bulería en Jerez de la Frontera. 
Lo han acompañado muchos grandes guitarristas como sus primos Pedro Peña y Pedro Bacán, Paco Cepero, El Rubio, Parrilla de Jerez. Ha actuado en muchos lugares de España y de todo el mundo como La Caracolá Lebrijana, el Teatro Lope de Vega de Sevilla, el Teatro de la Zarzuela de Madrid, Montreal, Nueva York, Suecia, Israel.